# Jimmy Houtput
Jimmy Houtput (Leuven, 24 augustus 1974) is een Belgische ondernemer en voetbalbestuurder. Van november 2014 tot september 2016 was hij voorzitter van voetbalclub Oud-Heverlee Leuven.

## Carrière
In 1999 richtte de toen 24-jarige Jimmy Houtput het bedrijf DataFlow op. In 2004 verhuisde de onderneming naar een nieuw adres in Heverlee en in 2008 naar het Researchpark in Haasrode. Een jaar later werd de ICT-dienstenleverancier, waar ondertussen meer dan 300 medewerkers actief waren, overgenomen door de beursgenoteerde AUSY Group uit Frankrijk. Houtput zelf werd in mei 2009 uitgeroepen tot Vlaamse Jonge Ondernemer van het Jaar.
In 2011 stapte Houtput in het bestuur van voetbalclub Oud-Heverlee Leuven. In november 2014 besloot de raad van bestuur om voorzitter Jan Callewaert te ontslaan en Houtput te benoemen als nieuwe voorzitter van de club. Onder zijn leiding promoveerde de club in 2015 opnieuw naar de Jupiler Pro League. Een jaar later degradeerde de club echter opnieuw.
Op 29 september 2016 kwam aan het licht dat Houtput bereid zou zijn geweest mee te werken aan illegale praktijken om de regels betreffende "third-party ownership" binnen het voetbal te omzeilen, met zijn club als draaischijf. Dit kwam aan het licht tijdens een undercoveroperatie van Britse journalisten. Het gesprek met Houtput werd opgenomen en gedeeltelijk vrijgegeven door The Telegraph. Een dag later, op 30 september 2016, kondigde Houtput in een open brief op Facebook zijn ontslag aan. Hij hield zijn onschuld staande en haalde uit naar de oneerlijke jungle die de voetbalwereld was. Hij werd opgevolgd door voorzitter ad interim Chris Vandebrouck.